# 庭院

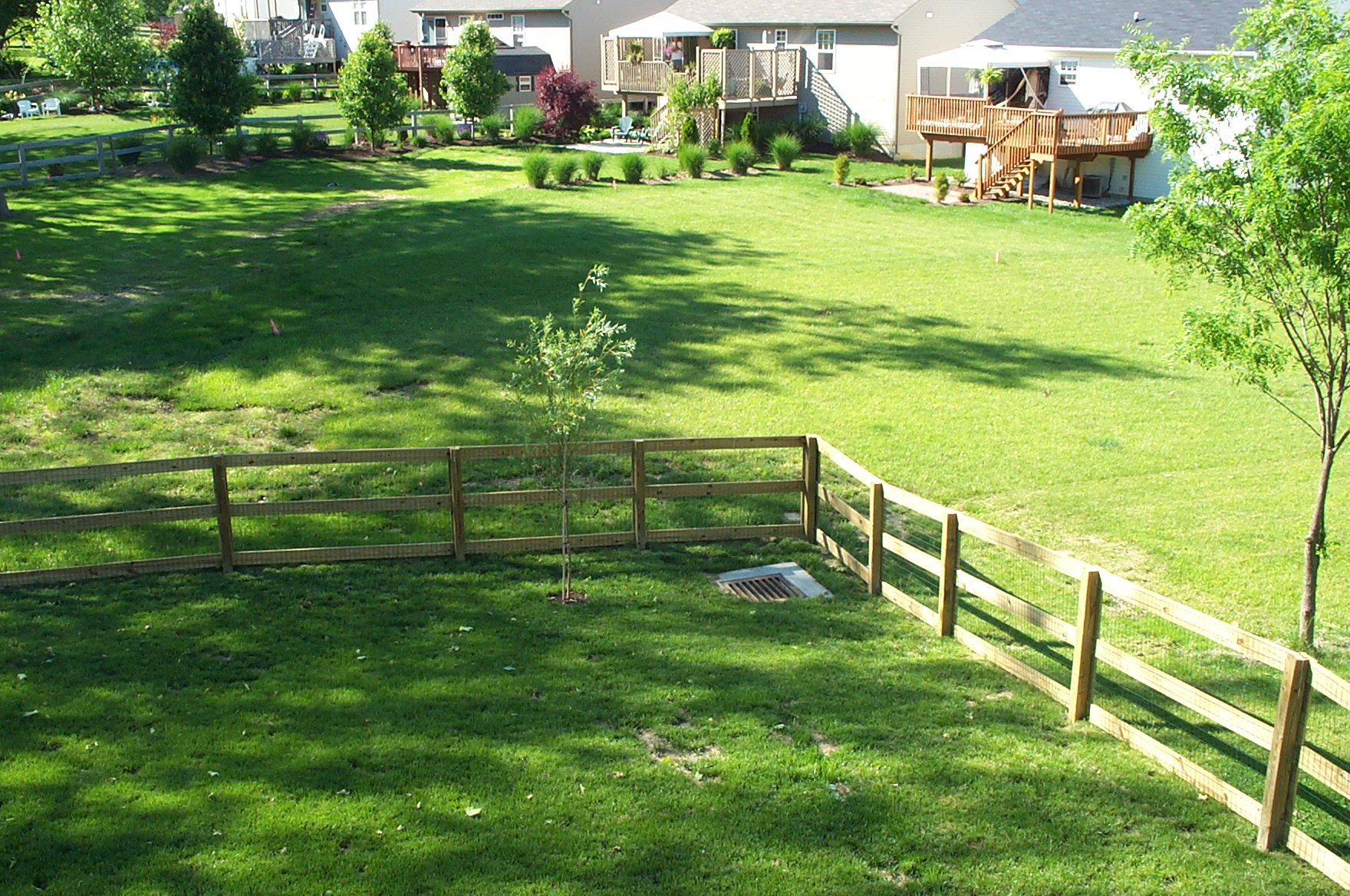
一部分的後院

庭院，又稱院子，是指房屋前後圍起來的空間，可分為前院和後院，可作為園林、休閒、聚會的地方。亦有人會在庭院耕種，種植自用農作物，即果菜園。